# Аталанта

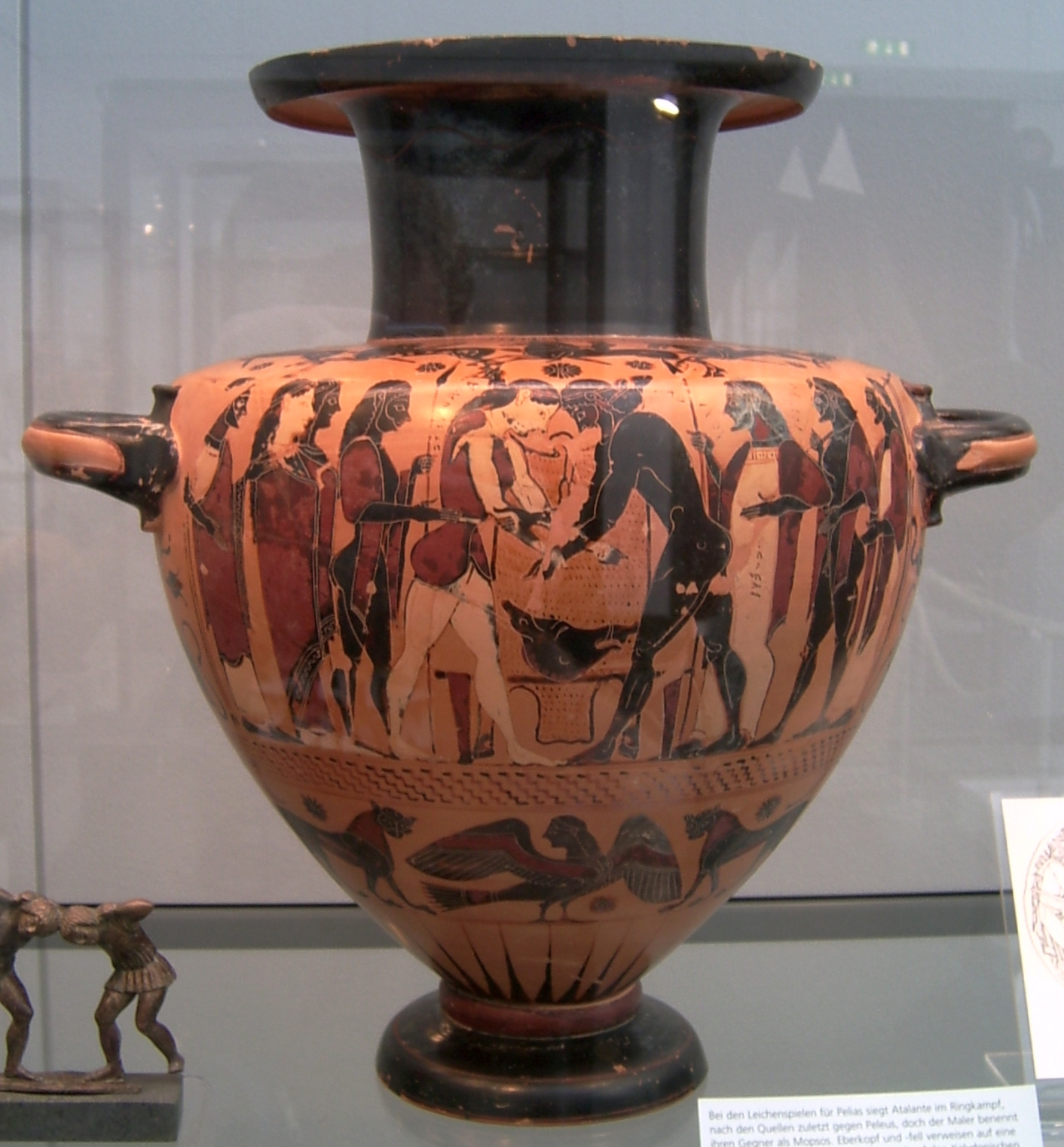
Халкідська чорнофігурна гідрія: боротьба Пелея та Аталанти

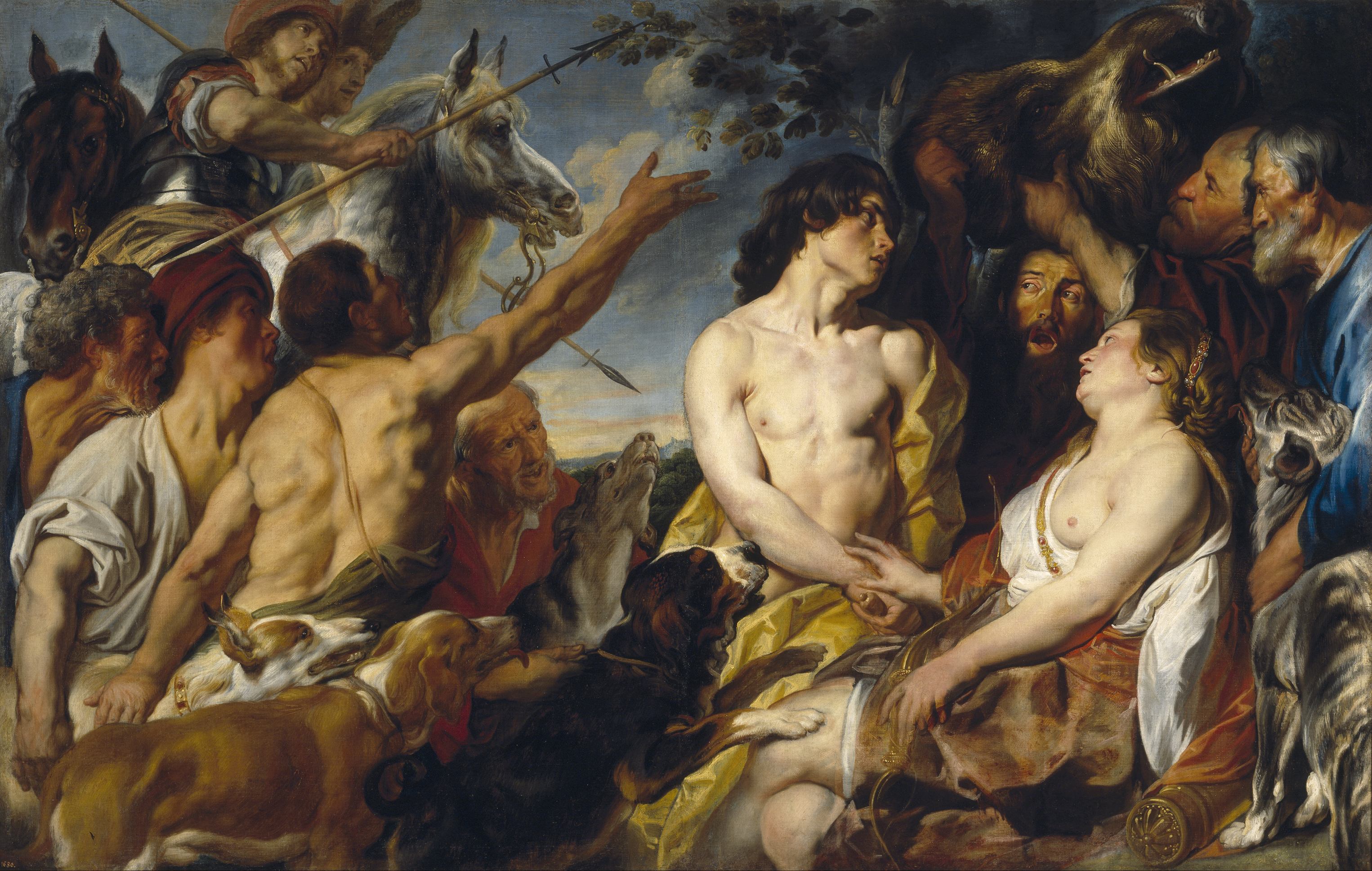
Мелеагр і Аталанта, Якоб Йорданс

Атала́нта (грец. Αταλάντη) — ім'я героїні з древньогрецької міфології, розповідь про яку має декілька версій.

## Аталанта аркадська
Аталанта з Аркадії була дочкою Яса й Клімени і була оспівана в грецьких легендах як славетна мисливиця. Покинута на горі Партеніон батьком, який хотів мати сина, вигодувана пастухами, Аталанта повернулася додому дорослою. Від несхибних стріл Аталанти загинули кентаври Ройк (Рек) та Гілей, що переслідували її. Брала участь у поході аргонавтів; за іншою версією, в полюванні на калідонського вепра, якого перша поранила; Мелеагр подарував їй мисливські трофеї — голову і шкуру вепра. Довгий час Аталанта не знала кохання, нарешті її здолала терпляча любов Меланіппа, якому вона народила Партенопея.

## Аталанта беотійська
Аталанта з Беотії була дочкою Схонея, і славилася вродою та швидким бігом. Кожному, хто просив її руки, пропонувала змагатися в бігу: він без зброї мав бігти попереду, а вона зі списом за ним; якщо Аталанта не наздожене свого суперника, він стане її женихом, в іншому випадку на нього чекала смерть. Багато юнаків загинуло від руки Аталанти, поки Гіппомен, син Мегара (або Ареса), не перехитрив її за допомогою Афродіти. Богиня дала йому золоті яблука, які він кидав під час бігу. Аталанта, підіймаючи яблука, відстала від Гіппомена і мусила вийти за нього заміж. Але Гіппомен забув віддячити богині за допомогу. Щоб помститися йому, Афродіта розпалила в Гіппомена таку сильну пристрасть, що він обійняв свою наречену в храмі Кібели. Розгнівана Кібела обернула їх на левів. Перекази про Аталанту часто пов'язані з міфами про Артеміду.